# 多田修平
多田修平（Tada Shuhei，1996年6月24日—）是一名日本田徑運動員，主攻短跑項目。他曾於2017年日本學生陸上競技個人選手權大會男子100公尺準決賽上跑出9.94秒的成績（Wind：+4.5m/s），並與飯塚翔太、桐生祥秀及藤光謙司在2017年世界田徑錦標賽男子4×100公尺接力上跑出38.05秒的成績，獲得一面銅牌。

## 人物
多田修平是日本大阪府東大阪市出身。東大阪市立石切中學校→大阪桐蔭高等學校→關西學院大學法學部→住友電工。
中學校時開始練田徑，並在平成23年的第65屆大阪中学校総合体育大会的陸上競技100公尺決賽留下了11.52秒的成績。
2012年進入大阪桐蔭高等學校。高中三年級參加2014年的第67屆全國高等學校綜合體育大會陸上競技項目，在100公尺決賽中以10秒78的成績名列第6。
2015年進入關西學院大學法學部，同年出賽關西學生選手權大會，並且在100公尺決賽以10秒43的成績獲得冠軍；隔年（2016年）則以10秒33的成績完成連霸，並改寫大會紀錄。
2017年，多田修平參加了大阪陸上競技協會主辦的美國移地訓練，並在當地與牙買加好手Asafa Powell一起練習，接受了在起跑姿勢以及肌肉訓練等的相關建議。同年5月21日的SEIKO GOLDEN GRAND PRIX中，多田修平在100公尺與美國好手Justin Gatlin、日本選手劍橋飛鳥、Sani Brown等人同場競技，最終以10秒35的成績拿下了第三名，僅次於里約奧運銀牌得主Gatlin的10秒28及劍橋飛鳥的10秒31。
6月10日在神奈川平塚競技場舉辦的2017年日本學生陸上競技個人選手權大會的100公尺準決賽中跑出9秒94的成績（超風速+4.5m/s）；決賽則將自己的最佳成績從10秒22大幅提升到10秒08（+1.9m/s），順利拿下冠軍，並改寫朝原宣治在1993年在同志社大學時期、高懸24年的關西學生紀錄（10秒19），並擠身日本在100公尺項目歷代最佳成績的第七名。
兩週後的6月24日，多田修平在第101屆日本陸上競技選手權大會以10秒16的成績力壓里約奧運4×100接力銀牌得主劍橋飛鳥、桐生祥秀及山縣亮太，獲得銀牌，僅次於Sani Brown的10秒05。6月26日，多田修平被選為2017年世界田徑錦標賽的日本代表選手。
8月，在英國倫敦舉辦的2017年世界田徑錦標賽中，多田修平在100公尺預賽以10.185秒的成績（+0.3m/s）成功晉級準決賽；在準決賽中則跑出10.26秒（+0.4m/s）而無緣決賽。在男子4×100接力中擔任第一棒，並與隊友飯塚翔太、桐生祥秀及藤光謙司以38.04秒獲得銅牌。
世錦賽之後，多田修平出征在中華民國臺北市舉辦的2017年夏季世界大學生運動會，男子100公尺決賽以10.33秒的成績名列第七；4×100接力則擔綱第二棒，以38.65秒的成績拿下金牌。
2017年9月9日，多田修平在日本福井縣福井市舉辦的日本學生陸上競技對校選手權大會中，獲得銀牌並以10.07秒寫下個人最佳紀錄，金牌得主則是「日本史上首位成績低於10秒」的桐生祥秀。

## 國際大型運動賽會
| 年   | 賽事                 | 舉辦城市               | 名次  | 項目          | 記錄                                 |
| ---- | -------------------- | ---------------------- | ----- | ------------- | ------------------------------------ |
| 2017 | 世界田徑錦標賽       | 英国 英格兰倫敦        | 5sf3  | 100公尺       | 10.26秒                              |
| 2017 | 世界田徑錦標賽       | 英国 英格兰倫敦        | 銅牌  | 4×100公尺接力 | 38.04秒                              |
| 2017 | 夏季世界大學生運動會 | 中華民國（臺灣）臺北市 | 第7名 | 100公尺       | 10.33秒                              |
| 2017 | 夏季世界大學生運動會 | 中華民國（臺灣）臺北市 | 金牌  | 4×100公尺接力 | 38.65秒                              |
| 2018 | 亞洲運動會           | 印度尼西亞雅加達       | 金牌  | 4×100公尺接力 | 38.16秒                              |
| 2019 | 世界接力賽           | 日本神奈川縣橫浜市     | h3    | 4×100公尺接力 | Disqualified（IAAF Rule 170.6（a）） |
| 2019 | 世界田徑錦標賽       | 杜哈                   | 銅牌  | 4×100公尺接力 | 37.43秒（全國紀錄）                  |
| 2021 | 夏季奧林匹克運動會   | 日本東京都             | 6h1   | 100公尺       | 10.218秒                             |
| 2021 | 夏季奧林匹克運動會   | 日本東京都             | f     | 4×100公尺接力 | Did Not Finish                       |
| 2022 | 世界室內田徑錦標賽   | 塞爾維亞貝爾格勒       | sf2   | 60公尺        | Disqualified（WA Rule TR16.8）       |

## 統計
| 成績                    | 風速（m/s） | 反應時間 | 時間          | 地點                     | 地面條件（溼度，溫度，天氣狀況） |
| ----------------------- | ----------- | -------- | ------------- | ------------------------ | -------------------------------- |
| 10.01秒                 | +2.0        | 0.125秒  | 2021年6月6日  | 日本鳥取縣鳥取市         | 43.0%，26.5℃，晴                 |
| 10.07秒                 | +1.8        | 0.138秒  | 2017年9月9日  | 日本福井縣福井市福町     | 76%，26.0℃，晴                   |
| 10.08秒                 | +1.9        | 0.139秒  | 2017年6月10日 | 日本神奈川縣平塚市       | 43%，27.0℃，曇り                 |
| 10.10秒                 | +0.5        | 0.131秒  | 2017年6月23日 | 日本大阪府大阪市東住吉區 | 58%，26.0℃，はれ                 |
| 10.113秒                | +1.7        | 0.157秒  | 2019年5月19日 | 日本大阪府大阪市東住吉區 | 41%，25.5℃，Cloudy               |
| 10.15秒                 | +0.2        | 0.123秒  | 2021年6月25日 | 日本大阪府大阪市東住吉區 | 72.0%，25.0℃，曇                 |
| 10.16秒                 | +0.6        | 0.140秒  | 2017年6月24日 | 日本大阪府大阪市東住吉區 | 69%，26.0℃，くもり               |
| 10.17秒                 | -0.4        | 0.134秒  | 2021年6月24日 | 日本大阪府大阪市東住吉區 | 72.0%，24.5℃，晴                 |
| 10.18秒                 | +1.5        |          | 2020年8月29日 | 日本福井縣福井市福町     | 61%，31.5℃，晴れ                 |
| 10.185秒                | +0.3        | 0.175秒  | 2017年8月4日  | 英国 英格兰倫敦          | 64%，20℃                         |
| 平均約10.121508158288秒 |             |          |               |                          |                                  |

## 外部連結
- 多田修平在的頁面
- 多田修平的X（前Twitter）
- 多田修平的Instagram帳戶